# Fearless BND
Fearless BND (antes llamado Worth Dying For) es una banda de adoración cristiana que abarca varios artistas del movimiento de municiones del sur de California. Originarios del Ministerio de Municiones de Modesto, California fueron con su primer pastor, Jeremy Johnson, para inaugurar una iglesia en el área del sur de California a principios de 2012. 
Lanzaron su primer álbum debut titulado Ammunition lanzado el 15 de abril de 2008 por Integrity Music. Su segundo álbum, Love Riot fue lanzado en febrero del 2011. Un EP fue lanzado en la convención de jóvenes NEXT en Hershey, Pennsylvania. En el 2012, lanzarón Live Riot.

## Discografía

### Álbumes
| Año  | Título          | Sello                  | Chart peaks   | Chart peaks | Chart peaks |
| Año  | Título          | Sello                  | Billboard 200 | US Heat..   | US Christ.  |
| ---- | --------------- | ---------------------- | ------------- | ----------- | ----------- |
| 2007 | Ammunition      | Self                   | —             | —           | —           |
| 2008 | Worth Dying For | Integrity Music        | 166           | 4           | 11          |
| 2011 | Love Riot       | Ammunition             | —             | 48          | 48          |
| 2012 | Live Riot       | Ammunition             | —             | 18          | 38          |
| 2017 | We Are Fearless | Fearless International | —             | —           | —           |
| 2020 | Fear Not        | Fearless International |               |             |             |

### EP
| Año  | Título       | Sello                  | Chart peaks   | Chart peaks | Chart peaks |
| Año  | Título       | Sello                  | Billboard 200 | US Christ.  |             |
| ---- | ------------ | ---------------------- | ------------- | ----------- | ----------- |
| 2010 | Love Riot EP | Ammunition Records     | —             | —           |             |
| 2020 | My Only Love | Fearless International |               |             |             |

### Singles
- Anchored (Radio Version) (marzo 2017)
- Victorius (setiembre 2018)
- "Más Amor" (abril 2020)
- "Can't Get Enough" (mayo 2020)